# Gmina Nowaci
Gmina Nowaci (mac. Општина Новаци) – gmina wiejska w południowej Macedonii Północnej.
Graniczy z gminami: Bitola od zachodu, Mogiła i Prilep od północy oraz z Grecją od południa i wschodu.
Skład etniczny
- 98,34% – Macedończycy
- 1,66% – pozostali

W skład gminy wchodzi:
- 41 wsi: Armatusz, Bacz, Biłjanik, Bladowenci, Brnik, Brod, Budimirci, Dałbegowci, Dobromiri, Dobroweni, Dołno Aglarci, Dołno Orehowo, Germijan, Gneotino, Gniłesz, Gorno Aglarci, Gradesznica, Grumażi, Gruniszta, Iweni, Makowo, Meglenci, Nowaci, Nowo Seło, Orle, Paralowo, Petalino, Rapesz, Połog, Ribarci, Skocziwir, Sliwica, Sowik, Starawina, Suwo Doł, Tepawci, Wełeseło, Wrańewci, Zowić Pierwsze, Zowić Drugie, Żiwojno.